# 葛西駅
葛西駅（かさいえき）は、東京都江戸川区中葛西五丁目にある、東京地下鉄（東京メトロ）東西線の駅である。駅番号はT 17。
副駅名は地下鉄博物館前。博物館の大きな看板もホームの側壁中央に飾られている。

## 歴史
- 1969年（昭和44年）3月29日：開業[2]。
- 1986年（昭和61年）7月12日：浦安寄りの高架下に地下鉄博物館が開館[3]。
- 1993年（平成5年）
  - 8月1日：2番線ホームの浦安寄りに地下鉄博物館口を開設。
  - 11月4日：継続定期券発売機を導入[4][5]。
- 2004年（平成16年）4月1日：帝都高速度交通営団（営団地下鉄）民営化に伴い、当駅は東京地下鉄（東京メトロ）に継承される[6]。
- 2007年（平成19年）3月18日：ICカード「PASMO」の利用が可能となる[7]。
- 2008年（平成20年）4月1日：葛西駅前地下駐輪場が完成。葛西土地区画整理組合から南口に風車「風とともに」が寄贈される。
- 2013年（平成25年）8月27日：「東西線ソーラー発電所」計画の一環で当駅に太陽光発電システムが導入される[8]。
- 2015年（平成27年）6月10日：発車メロディを導入[9]。
- 2021年（令和3年）12月4日：ホームドア供用開始[10]。

## 駅構造
中央に通過線2線（本線）、その外側に副本線(待避線)2線があり、副本線に面して2面の相対式ホームを有する高架駅である。この通過線を利用し各駅停車が快速の通過待ちを行うことが多い。日中の快速は上下線とも全列車が当駅で追い抜きを行う。浦安側の本線には渡り線があり、2番線ホームから西船橋方面への折り返しが可能である。そのため、一部運転見合わせとなった場合には葛西行きが運行されることがある。
改札は2か所あり、中央改札の他に、駅の南側に隣接する歩道橋と2番線ホームの浦安寄りとを接続した形で地下鉄博物館口が設置されている。同改札口は23時以降閉鎖される。

### のりば
| 番線 | 路線   | 行先                           |
| ---- | ------ | ------------------------------ |
| 1    | 東西線 | 西船橋・津田沼・東葉勝田台方面 |
| 2    | 東西線 | 中野・三鷹方面                 |

（出典：東京メトロ:構内図）

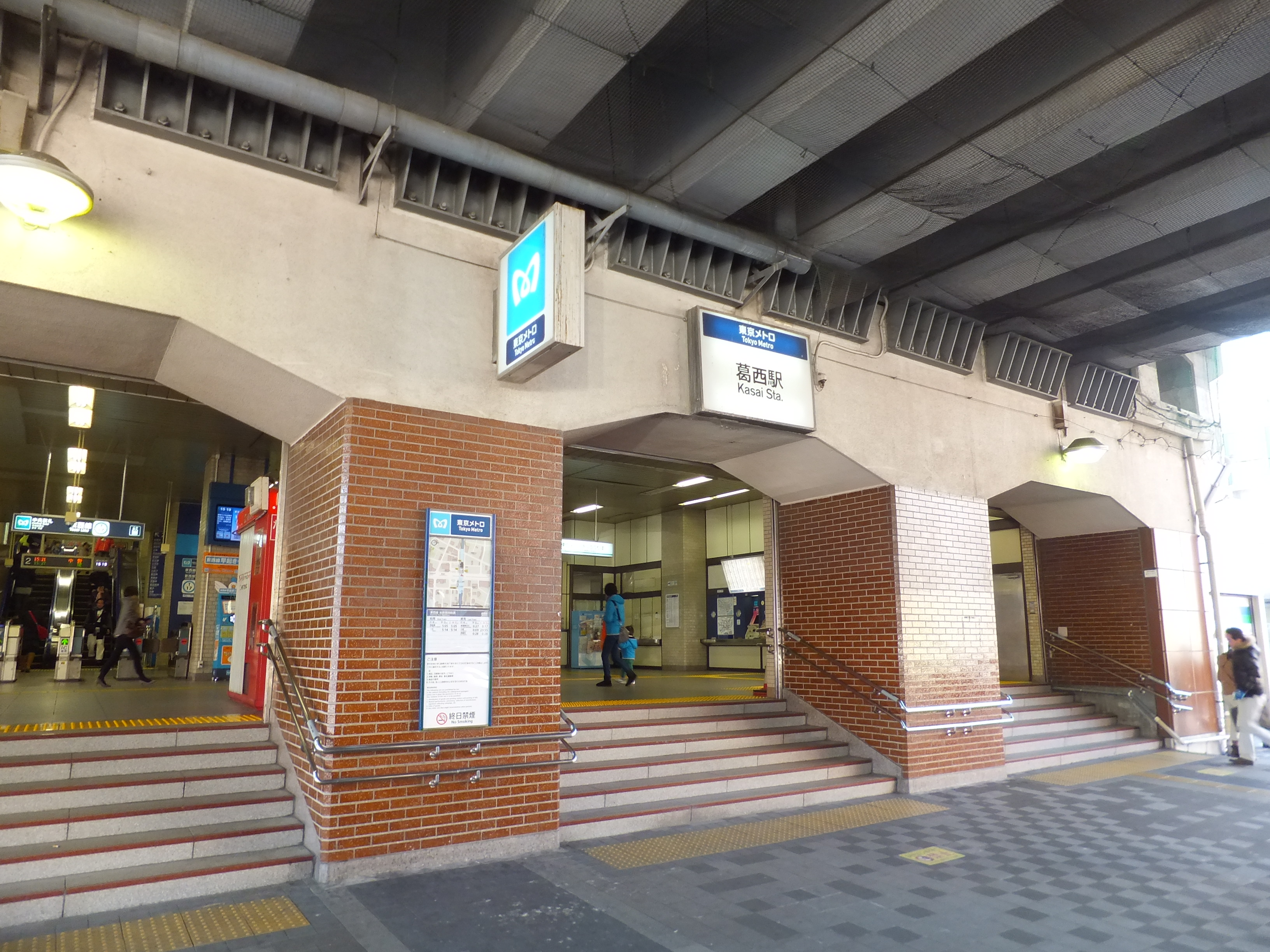
駅入口（2012年2月19日）
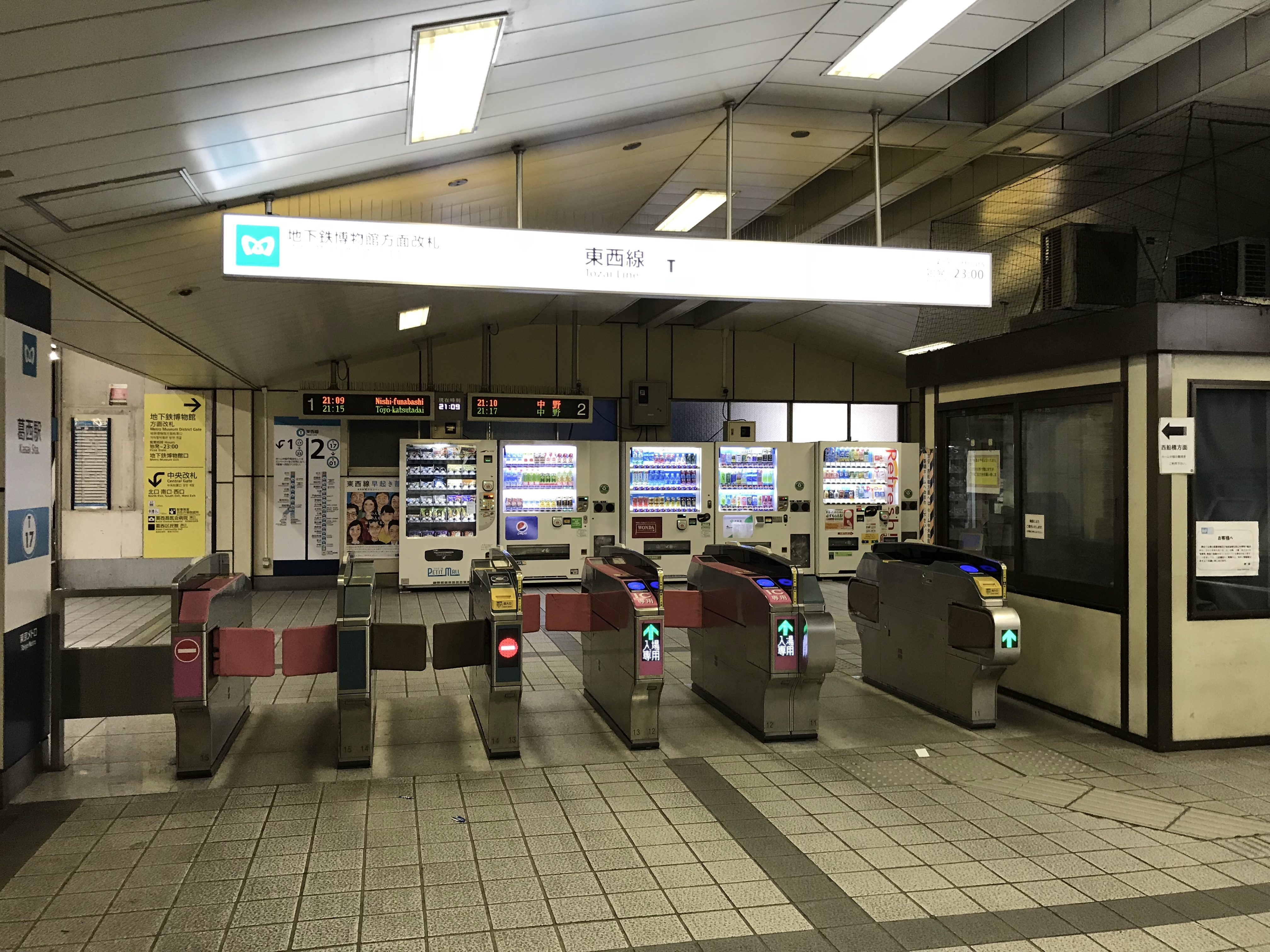
地下鉄博物館方面改札（2018年9月15日）
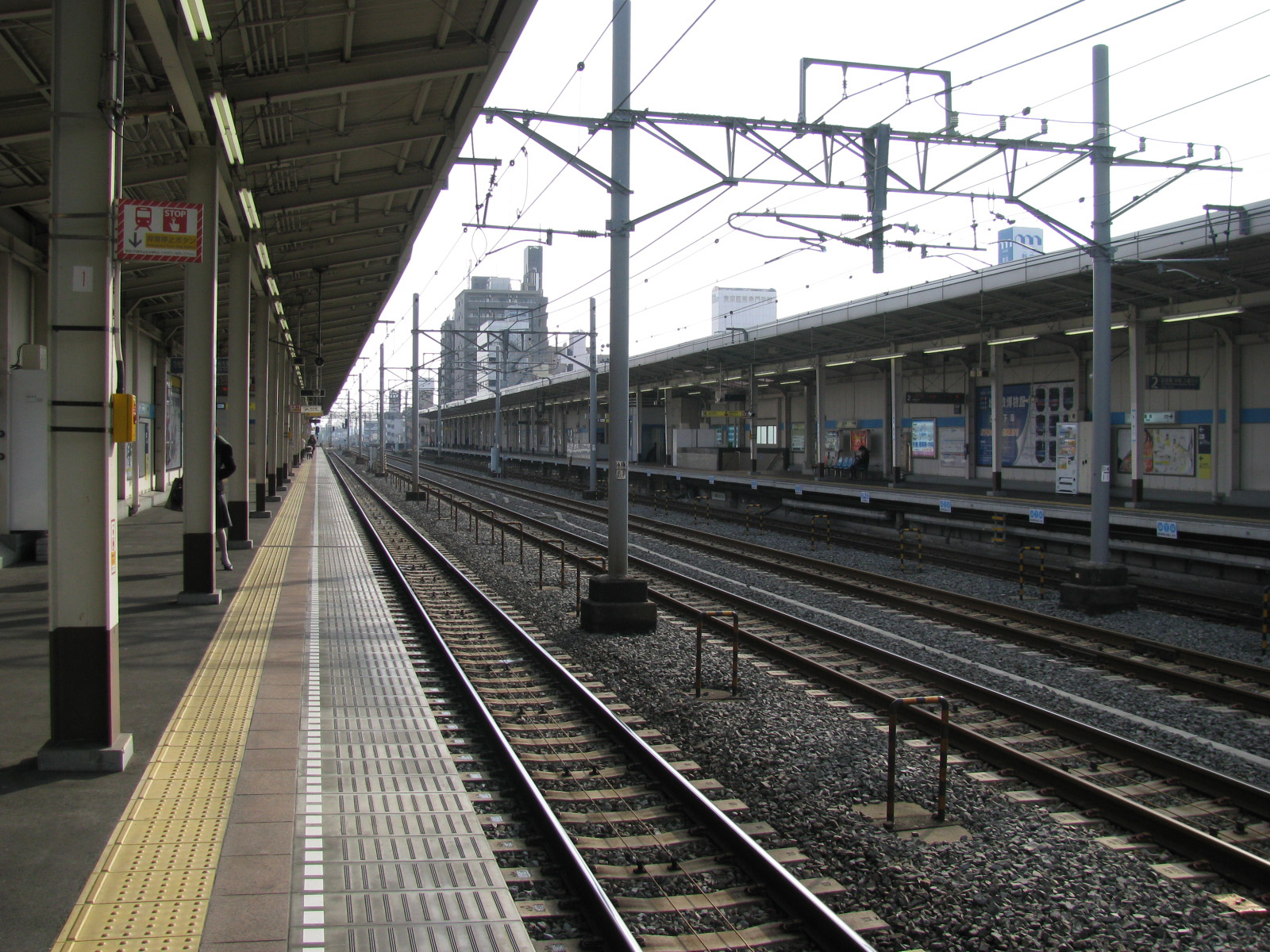
ホーム（2008年2月10日）
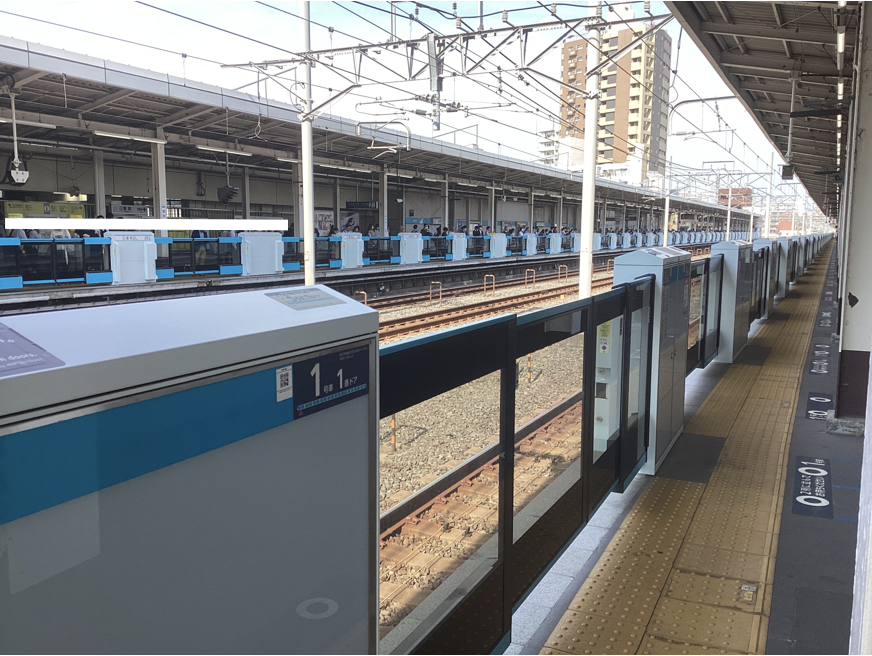
ホームドア設置後の1番線ホーム（2024年5月）
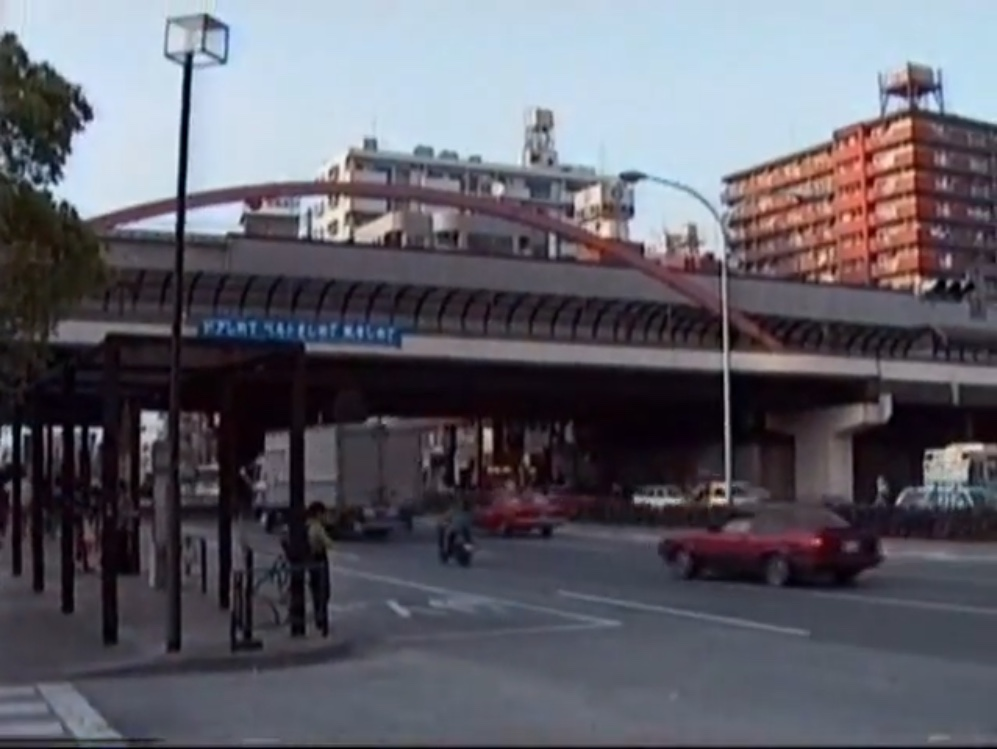
ペデストリアンデッキ塗色変更前の葛西駅（1998年9月）
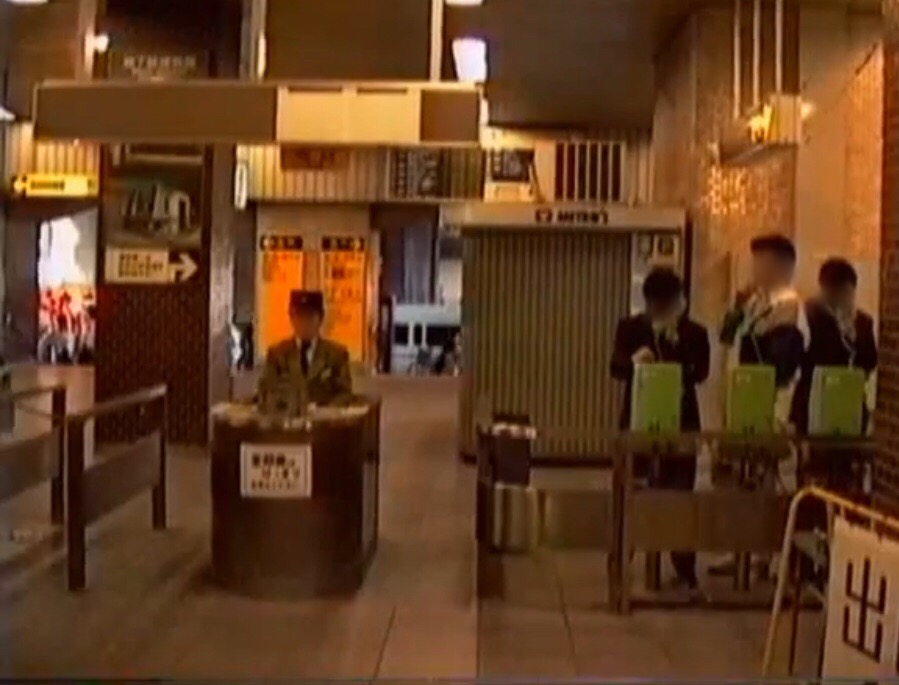
1990年代当時の改札口 営団の全駅への自動改札導入完了後もしばらくラッチの有人改札が自動改札と共存していた（1998年9月）

### 発車メロディ
2015年6月10日から向谷実作曲の発車メロディ（発車サイン音）を使用している。
曲は1番線が「A Day in the METRO」、2番線が「Beyond the Metropolis」である（詳細は東京メトロ東西線#発車メロディを参照）。

## 利用状況
2024年度の1日平均乗降人員は99,258人であり、東京メトロ全130駅中36位。東西線の駅としては門前仲町駅に次いで23駅中第11位。他線と接続しない同線の単独駅としては東陽町駅に次いで第2位で、東陽町 - 西船橋間の快速通過駅では第1位。
近年の1日平均乗降・乗車人員推移は下表の通り。
| 年度               | 1日平均 乗降人員 | 1日平均 乗車人員 | 出典     |
| ------------------ | ---------------- | ---------------- | -------- |
| 1969年（昭和44年） | 14,401           |                  |          |
| 1974年（昭和49年） | 30,684           |                  |          |
| 1978年（昭和53年） | 60,850           |                  |          |
| 1979年（昭和54年） | 60,708           |                  |          |
| 1980年（昭和55年） | 52,691           |                  |          |
| 1984年（昭和59年） | 57,193           |                  |          |
| 1989年（平成元年） | 69,997           |                  |          |
| 1990年（平成02年） |                  | 37,238           | [ * 1 ]  |
| 1991年（平成03年） |                  | 39.268           | [ * 2 ]  |
| 1992年（平成04年） |                  | 41,033           | [ * 3 ]  |
| 1993年（平成05年） |                  | 42,178           | [ * 4 ]  |
| 1994年（平成06年） |                  | 42,663           | [ * 5 ]  |
| 1995年（平成07年） |                  | 43,183           | [ * 6 ]  |
| 1996年（平成08年） |                  | 43,545           | [ * 7 ]  |
| 1997年（平成09年） |                  | 43,405           | [ * 8 ]  |
| 1998年（平成10年） |                  | 44,035           | [ * 9 ]  |
| 1999年（平成11年） |                  | 44,325           | [ * 10 ] |
| 2000年（平成12年） |                  | 45,038           | [ * 11 ] |
| 2001年（平成13年） |                  | 45,753           | [ * 12 ] |
| 2002年（平成14年） | 91,079           | 45,595           | [ * 13 ] |
| 2003年（平成15年） | 91,511           | 45,738           | [ * 14 ] |
| 2004年（平成16年） | 91,299           | 45,449           | [ * 15 ] |
| 2005年（平成17年） | 91,906           | 45,693           | [ * 16 ] |
| 2006年（平成18年） | 94,113           | 46,929           | [ * 17 ] |
| 2007年（平成19年） | 96,422           | 48,260           | [ * 18 ] |
| 2008年（平成20年） | 97,118           | 48,704           | [ * 19 ] |
| 2009年（平成21年） | 96,508           | 48,373           | [ * 20 ] |
| 2010年（平成22年） | 96,928           | 48,501           | [ * 21 ] |
| 2011年（平成23年） | 95,750           | 47,938           | [ * 22 ] |
| 2012年（平成24年） | 97,394           | 48,769           | [ * 23 ] |
| 2013年（平成25年） | 100,279          | 50,219           | [ * 24 ] |
| 2014年（平成26年） | 101,096          | 50,507           | [ * 25 ] |
| 2015年（平成27年） | 103,531          | 51,672           | [ * 26 ] |
| 2016年（平成28年） | 105,189          | 52,468           | [ * 27 ] |
| 2017年（平成29年） | 106,899          | 53,288           | [ * 28 ] |
| 2018年（平成30年） | 108,225          | 53,942           | [ * 29 ] |
| 2019年（令和元年） | 107,152          | 53,432           | [ * 30 ] |
| 2020年（令和02年） | 78,926           |                  |          |
| 2021年（令和03年） | 81,519           |                  |          |
| 2022年（令和04年） | 89,311           |                  |          |
| 2023年（令和05年） | 95,955           |                  |          |
| 2024年（令和06年） | 99,258           |                  |          |

## 駅周辺

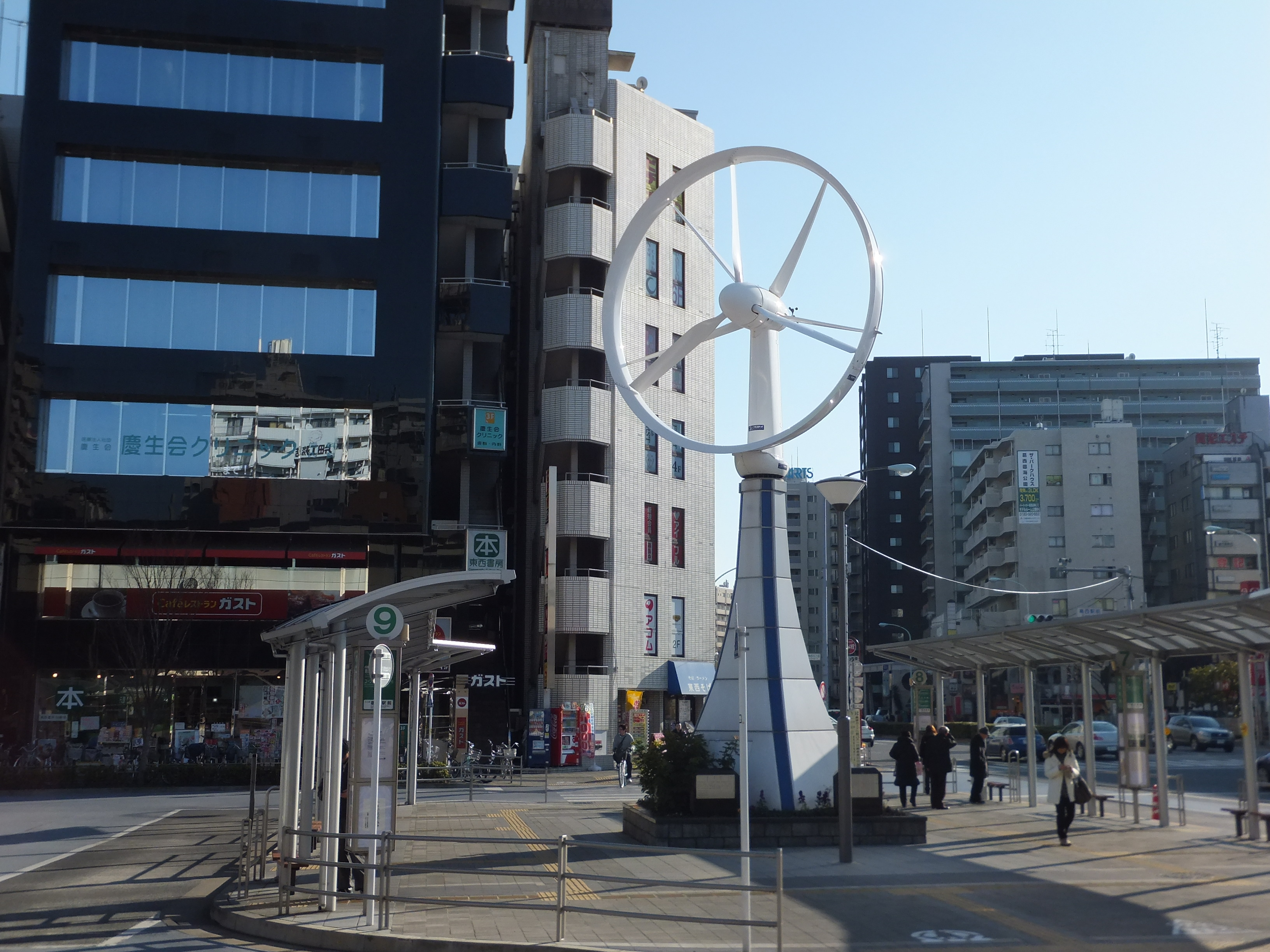
東口駅前広場

### 行政機関
- 警視庁葛西警察署
- 葛西区民館（江戸川区役所葛西事務所・江戸川区葛西健康サポートセンター）

### 郵便局
- 葛西駅前郵便局
- 江戸川東葛西六郵便局

### 教育機関
- 江戸川区立第二葛西小学校
- 江戸川区立東葛西中学校

### 博物館
- 地下鉄博物館

### 商業施設
- ホテルリブマックス葛西駅前
- ホテルルミエール葛西
- メトロセンター
- マルエツ 葛西店
- オリンピック 葛西店
- くすりの福太郎 中葛西3丁目店、東葛西店、東葛西2号店
- ワイズマート 葛西店
- ポポラマーマ本社・葛西駅前店

### 道路等
- 東京都道318号環状七号線（環七通り）
- 東京都道450号新荒川葛西堤防線（清砂大橋通り）
- 三角葛西通り
- 葛西駅西通り

### 駐輪場
- 葛西駅東口・西口駐輪場　自転車用駐輪場
- 葛西駅東2号駐輪場　自転車/原付/二輪車用駐輪場

## バス路線
当駅発着の路線バスは都営バスが主体であるが、京成バスも複数路線が発着するほか、羽田空港・成田空港への空港連絡バスや三井アウトレットパーク 木更津への高速バスも発着する。停留所名は都営バスが葛西駅前、それ以外は葛西駅である。5時 - 15時の間に空港連絡バス・高速バスに現金で乗車する場合は、ミスタードーナツ葛西駅前ショップの前に設けられた券売機で乗車券を購入する必要がある。
| のりば               | 運行事業者                      | 系統・行先                                                                                         | 備考                                           |
| 中央口               | 中央口                          | 中央口                                                                                             | 中央口                                         |
| -------------------- | ------------------------------- | -------------------------------------------------------------------------------------------------- | ---------------------------------------------- |
| 1                    | 京成バス                        | - SS07：小岩駅・一之江駅 - SS08：亀有駅 - 特急：一之江駅・新小岩駅東北広場                         |                                                |
| 2                    | 京成バス                        | 小76：小岩駅                                                                                       |                                                |
| 3                    | 都営バス                        | - 平23：平井駅前 - 新小29・新小29-2：東新小岩四丁目                                                |                                                |
| 4                    | 都営バス                        | 秋26：秋葉原駅前                                                                                   |                                                |
| 5                    | 都営バス                        | 新小22：新小岩駅前・一之江駅前・東小松川一丁目                                                     |                                                |
| 6                    | 都営バス                        | - 葛西24：船堀駅前 - 臨海28-1：一之江駅前・一之江橋西詰 - 臨海28-2：一之江駅前                     |                                                |
| 12                   | 都営バス                        | - 錦25：錦糸町駅前・東小松川車庫前 - 錦25出入：江戸川車庫前                                        |                                                |
| 14                   | - 京成バス - 東武バスセントラル | スカイツリーシャトル：東京スカイツリータウン                                                       |                                                |
| 地下鉄博物館口       |                                 | |                                                |
| 7                    | 都営バス                        | 葛西24：なぎさニュータウン                                                                         |                                                |
| 8                    | 都営バス                        | - 臨海28-1：葛西臨海公園駅前・臨海車庫前 - 臨海28-2・臨海28-3：臨海車庫 - 新小29-2：東京臨海病院前 | 「臨海28-1」の臨海車庫前行は平日・土曜のみ運行 |
| 9                    | 都営バス                        | 葛西21：コーシャハイム南葛西・葛西臨海公園駅前                                                     |                                                |
| 10                   | 京成バス                        | - SS07・SS08：葛西臨海公園駅・東京ディズニーシー - 特急：東京ディズニーランド                      |                                                |
| 11                   | 都営バス                        | 葛西22：一之江駅前                                                                                 |                                                |
| 13                   | - 京成バス - 東京空港交通       | 空港連絡バス：羽田空港                                                                             |                                                |
| 13                   | 京成バス                        | 空港連絡バス：成田空港                                                                             |                                                |
| 13                   | 小湊鉄道                        | 高速バス：三井アウトレットパーク 木更津                                                            |                                                |
| 環七通り上（駅南側） |                                 | |                                                |
| 15                   | 都営バス                        | 臨海28-2出入：コーシャハイム南葛西                                                                 | 平日のみ運行                                   |

## その他
2024年5月11日・5月12日に南砂町駅での大規模線路切り替え工事が実施された際、東西線は東陽町駅 - 西葛西駅間を2日間終日運休し、当駅 - 西葛西駅間による区間運転を実施した。この際、同区間は単線として運転され、列車は1番線ホームに発着した。2番線は上記の西船橋寄りにある片渡り線を用いて、当駅 - 西船橋駅間の折り返し運転(※約7.5分間隔、但し葛西行きの一部は2本に1本運転され、残りは回送扱いとして運転)に使用された。なおこの大規模線路切り替え工事に伴い、当駅隣接の地下鉄博物館は両日とも終日休館となり、また快速運転・東葉高速鉄道線との直通運転を終日中止し、八千代緑が丘・東葉勝田台方面は西船橋駅で乗り換えとなった。

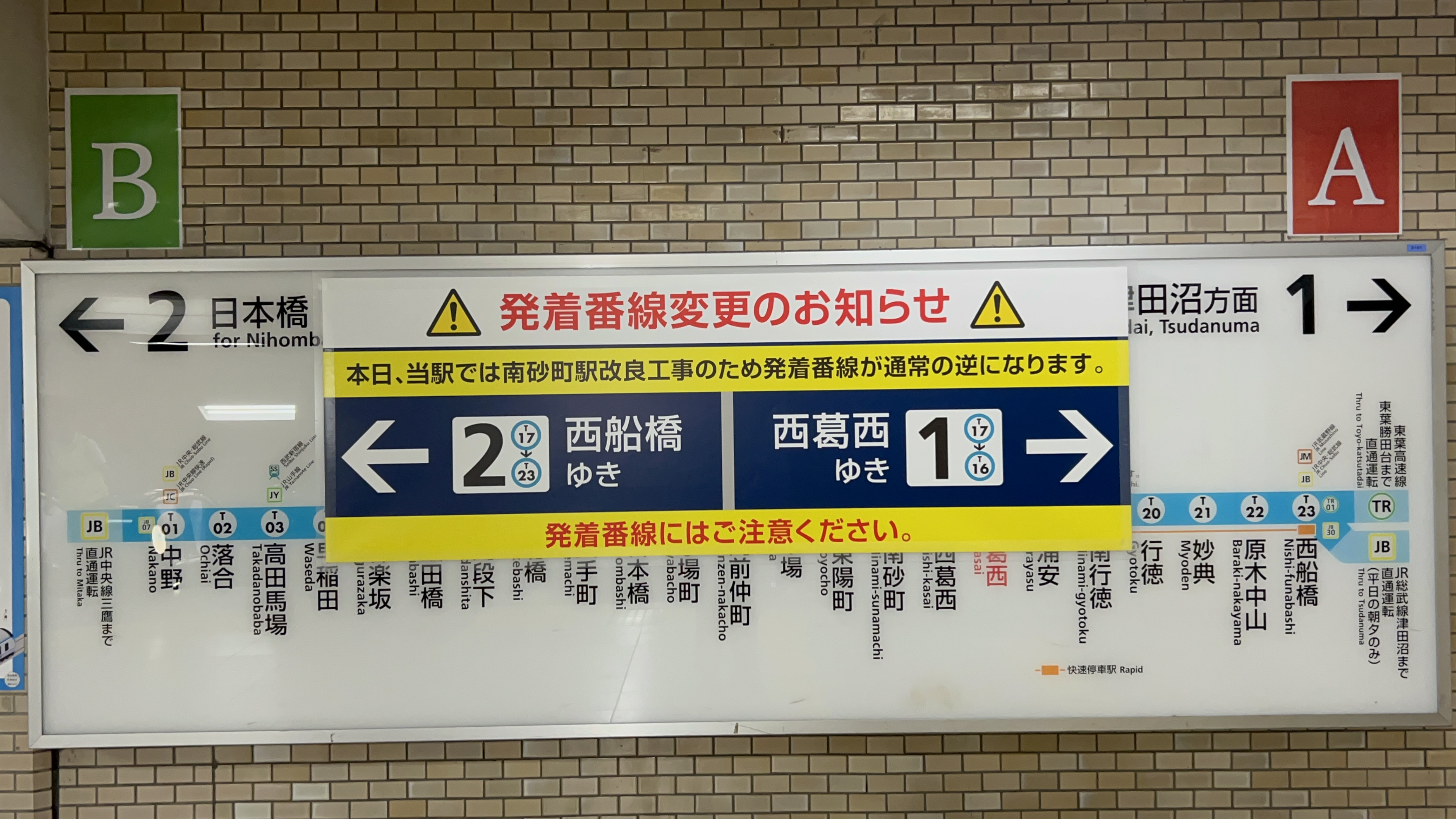
この時、臨時の行き先案内板が貼られ、多数配置された係員が案内を行った

## 隣の駅
東京地下鉄（東京メトロ）
 東西線
■快速
通過
■通勤快速（中野方面のみ運転）・■各駅停車
西葛西駅 (T 16) - 葛西駅 (T 17) - 浦安駅 (T 18)